# Aksana
Živilė Raudonienė (29 de abril de 1982) é uma modelo, fisiculturista e lutadora de luta livre profissional lituana. É mais conhecida por sua passagem na WWE, sob o nome de ringue Aksana.
Raudonienė começou sua carreira como fisiculturista com a idade de 16 anos, onde começou sua formação. Com a idade de 17 anos ela foi a mais jovem participante do concurso IFBB Arnold Classic Contest em 1999. Durante seu tempo como fisiculturista, ela ganhou três medalhas no Campeonato Mundial de Fisiculturismo Amador (2 prata e 1 bronze).
Em outubro de 2009, Raudonienė assinou um contrato de desenvolvimento com a WWE, e foi designada para Florida Championship Wrestling (FCW), território de desenvolvimento da WWE, onde ela ganhou o Queen of FCW e o FCW Divas Championship, e também se tornou a primeira diva na história a ter os dois títulos simultaneamente. Em setembro de 2010 ela competiu na terceira temporada do NXT, mas não teve sucesso em ganhar a competição. Ela fez sua estréia no plantel principal em agosto de 2011 e permaneceu com a empresa até ser liberada de seu contrato em junho de 2014.

## Início de vida
Raudonienė nasceu em Alytus, Lituânia e cresceu em uma família pequena. Ela morava em Nova York por um tempo antes de se mudar para Tampa, Florida.
Raudonienė trabalhou como fisiculturista, modelo e personal trainer ao longo de sua vida e ganhou o IFBB Arnold Classic Contest de 2009, competindo em vários outros concursos de fisiculturismo.[carece de fontes?] Raudonienė trabalha desde os 14 anos de idade (1996) em sua casa, na Lituânia, onde depois de um ano ela entrou em seu primeiro concurso de modelo. Com 17 anos ela foi a mais jovem participante da IFBB European Fitness Championships em 1999.

## No wrestling
- Movimentos de finalização
  - Billion Dollar Kick[12] (Roundhouse kick)[12][13][14] — 2010–2011
  - Divo Drop[12][15][16] (Spinning spinebuster)[17][13][15][18][19] — 2011–presente
- Movimentos secundários
  - Arm drag, quando o adversário se aproxima[19]
  - Uppercut combinado com Back body drop[20][21][22] — Adaptado de Goldust
  - Elbow drop[17][23][16][19]
  - Lithuanian Clutch (Leg trap camel clutch)[24] — 2010
  - Figure-four head scissors,[24][25] as vezez com múltiplos facebusters[25][26]
  - Gutwrench suplex[27]
  - Neckbreaker[16]
  - Múltiplas variações de pinfall
    - Backslide[28]
    - Schoolgirl roll-up[28][29]
    - Small package, used as a counter to a move[22][30][31]
    - Sunset flip[28]

  - Running clothesline[32][19]
  - Running low-angle big boot, com adversário sentado ou em pé[17][16][30][31]
  - Russian legsweep[33]
  - Scoop slam[17][23][14][16][19]
  - Sidewalk slam[34][25][26]
  - Snapmare, seguido de um shoot kick para a parte de trás da cabeça do oponente[35][19][22][36]
- Managers
  - Maxine[10]
  - Goldust[1]
- Lutadores de quem foi manager
  - Johnny Curtis[37][38]
  - Eli Cottonwood[39]
  - Goldust[1]
  - Leo Kruger[1][40]
  - Theodore Long[41]
  - Alicia Fox[1]
  - Antonio Cesaro[1]
- Tag-teams e Stables de quem foi manager
  - All Stars (Maxine, AJ Lee, Damien Sandow e Lucky Cannon)[9]
  - Kofi Kingston e R-Truth[1]
- Alcunhas
  - "The Billion Dollar Baby"[18]
  - "The Lithuanian Witch"
  - "The Sultry Temptrist"
  - "The Leather-clad Lithuanian"[2]
  - "The Flirty Competitor"[2]
- Temas de entrada
  - "A Little Sax In The Night" por Nigel Hitchcock (5 de agosto de 2011—26 de outubro de 2012)[42]
  - "Fantasy" by Jim Johnston (5 de novembro de 2012—presente)[43]

## Títulos e prêmios
- Florida Championship Wrestling
  - Queen of FCW 1 vez <rename=QueenofFCW>«Champions roll call». Florida Championship Wrestling. Consultado em 14 de fevereiro de 2011. Arquivado do original em 15 de fevereiro de 2011</ref>
  - FCW Divas Championship (1 vez)
- National Physique Committee
  - World Amateur Bodybuilding Championships (2 pratas, 1 bronze)[6]
  - IFBB Arnold Classic Contest (2009)[carece de fontes?]